# 클라우스디터 질로프
클라우스-디터 질로프(독일어: Klaus-Dieter Sieloff, 1942년 2월 27일~2011년 12월 13일)는 독일의 전 축구 선수로, 현역 시절 수비수로 활약했다. 그는 슈투트가르트와 묀헨글라트바흐 소속으로 분데스리가에서 11년을 보냈다. 그는 2번의 1966년 월드컵 예선전 경기에 출전하기도 했다.

## 초기 경력
킬 유소년부 시절, 질로프는 본래 복싱 선수를 꿈꾸었는데, 14세가 되는 시점에 무려 25번의 결투를 했다. 그의 가족이 슈투트가르트 근교의 로트바일로 이사했을 때, 메르세데스-벤츠 아레나네카어슈타디온에서 슈투트가르트 경기를 보고 질로프의 관심사가 복싱에서 축구로 바뀌었다. 1960년 10월, 그는 남부 오버리가의 슈투트가르트에서 신고식을 치렀다. 그 후, 그는 슈투트가르트 선수단의 안쪽 측면 수비수가 되었다.

## 경력
신체적으로 강인하면서도 기술적으로 출중한 질로프는 서독 국가대표팀의 제프 헤어베어거 감독의 관심을 받고 1964년에 헬싱키에서 벌어진 핀란드와의 친선경기를 앞두고 처음으로 차출되었다. 이듬해, 질로프는 서독의 표준 최후방 수비수로 자리잡았다. 현역 시절, 질로프는 최후방에서 쇄도하여 공을 회수하고 멀리서 골문을 향해 득점을 노리기도 했다.
그러나, 질로프는 1965-66 시즌을 기점으로 서독 국가대표팀에서 입지가 약화되었고, 1966년 월드컵에서 1경기도 출전하지 못했다. 이어지는 4년 동안, 최후방 수비수는 주로 빌리 슐츠나 칼-하인츠 슈넬링어가 맡았고, 질로프는 1970년까지도 아무 경기에 출전하지 못했다. 1970년 월드컵이 끝나고 슐츠가 국가대표팀에서 은퇴하고, 슈넬링어도 서독 선발진에 자주 해외 리그 경기 일정으로 인해 드러내지 못하면서 질로프는 다시 국가대표팀 출전 기회를 잡았는데, 이는 소속 구단인 묀헨글라트바흐의 성공이 원동력으로 작용했다.
1969년, 질로프는 슈투트가르트에서 묀헨글라트바흐로의 이적을 감행했다. 묀헨글라트바흐의 헤네스 바이스바일러 감독은 휘하 기존의 막강한 공격진을 보유했지만, 오랜 기간 진행되는 시즌의 성공에 밑받침이 되는 수비력이 약한 젊은 선수단의 수비진을 보강할 계획을 세웠다. 1969-70 시즌을 앞두고, 묀헨글라트바흐는 질로프를 최후방 수비수로 역임했고, 안쪽 측면 수비수로 루트비히 뮐러도 영입했다. 수비진을 보강한 묀헨글라트바흐는 1969-70 시즌과 1970-71 시즌을 연달아 제패했다.
질로프가 선수단의 거물로 거듭나면서, 그는 1970년 4월에 서독 국가대표팀에 복귀해 루마니아와의 친선전에 출전했다. 1970년 월드컵이 끝나고 슐츠가 은퇴하면서, 질로프는 서독 국가대표팀의 주전 최후방 수비수가 되었다. 그러나, 1971년에 이 자리를 기존에 중원을 맡았으나, 최후방 수비수로 가장 각광받는 프란츠 베켄바워가 차지하면서 질로프의 국가대표팀 경기 출전은 14경기에 그쳤다.
질로프는 묀헨글라트바흐에서 1974년까지 활약하고 알레마니아 아헨으로 이적하여 1976년까지 머물렀다. 그는 1977년에 바크낭에서 1년을 뛰고 은퇴했다. 은퇴 후, 질로프는 메르체데스 벤츠에 입사하여 사내 스포츠 활동을 총담당했다. 그는 2011년 12월에 영면에 들었다.

## 수상
묀헨글라트바흐
- 분데스리가: 1969–70, 1970–71
- DFB-포칼: 1972–73
- UEFA컵 준우승: 1972–73

서독
- 월드컵
  - 준우승: 1966
  - 3위: 1970